# 北运河
39°11′40″N 117°08′35″E / 39.194507°N 117.14311°E

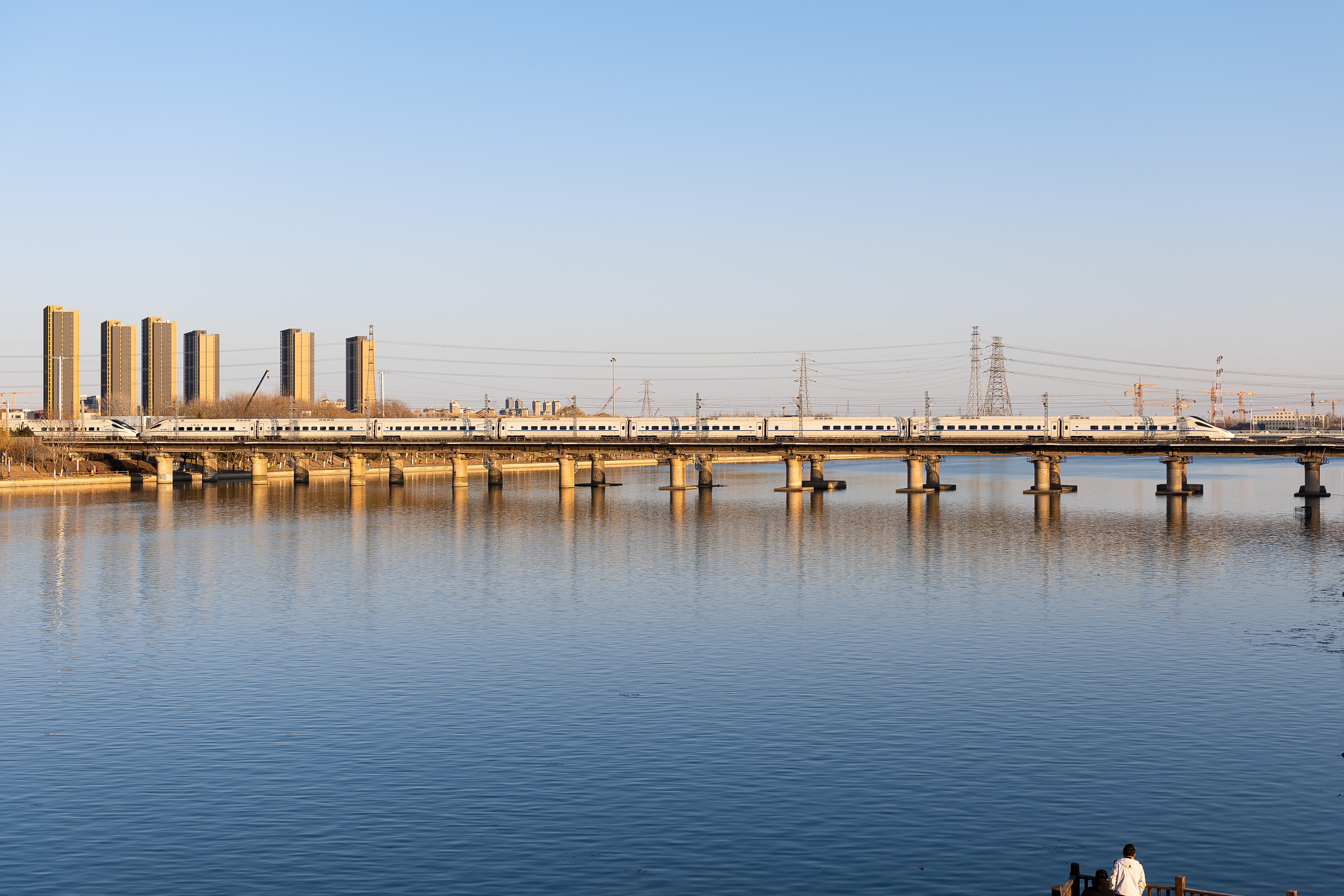
京杭大运河北京通州段与京哈铁路北运河大桥

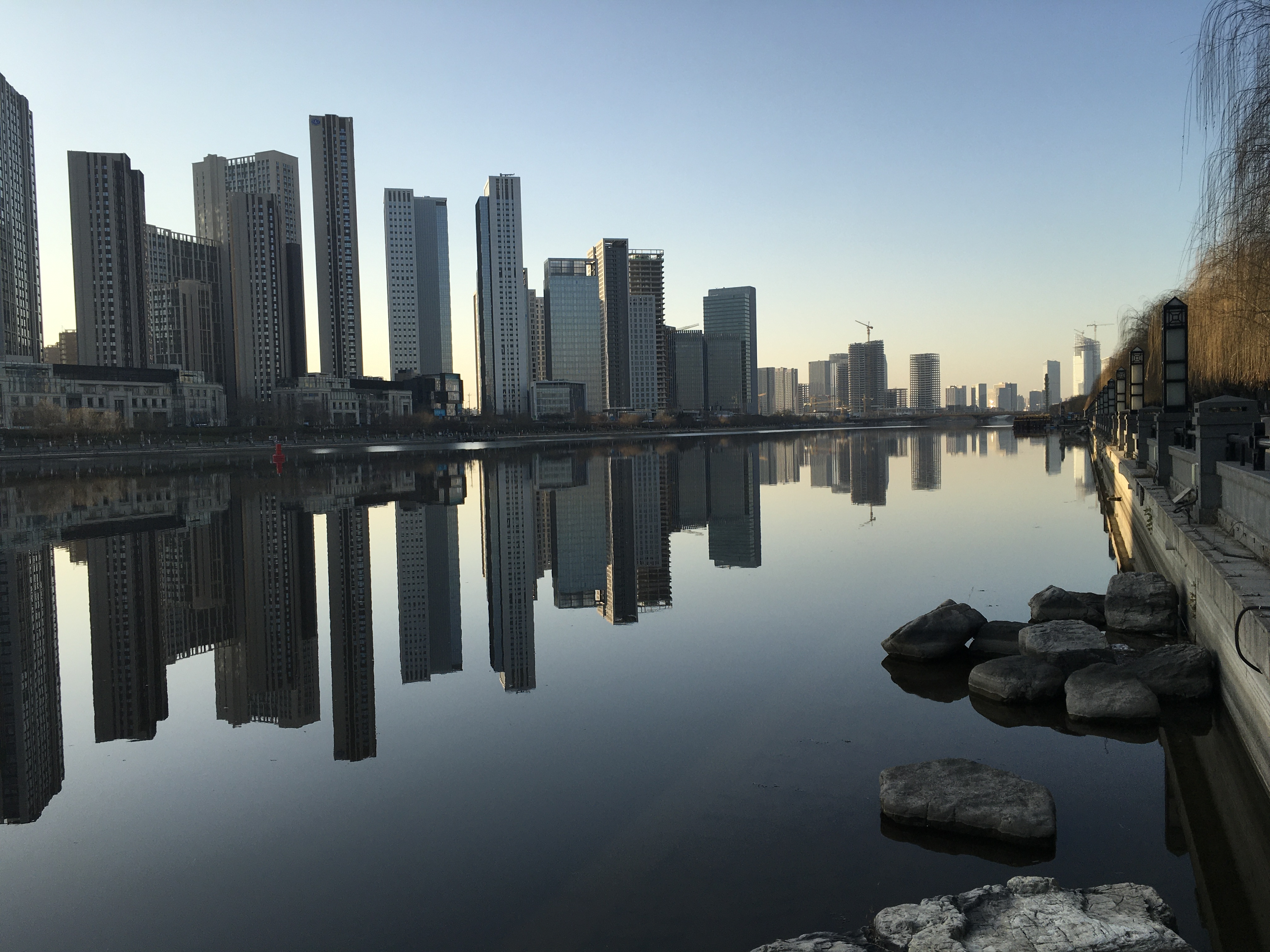
北運河公園

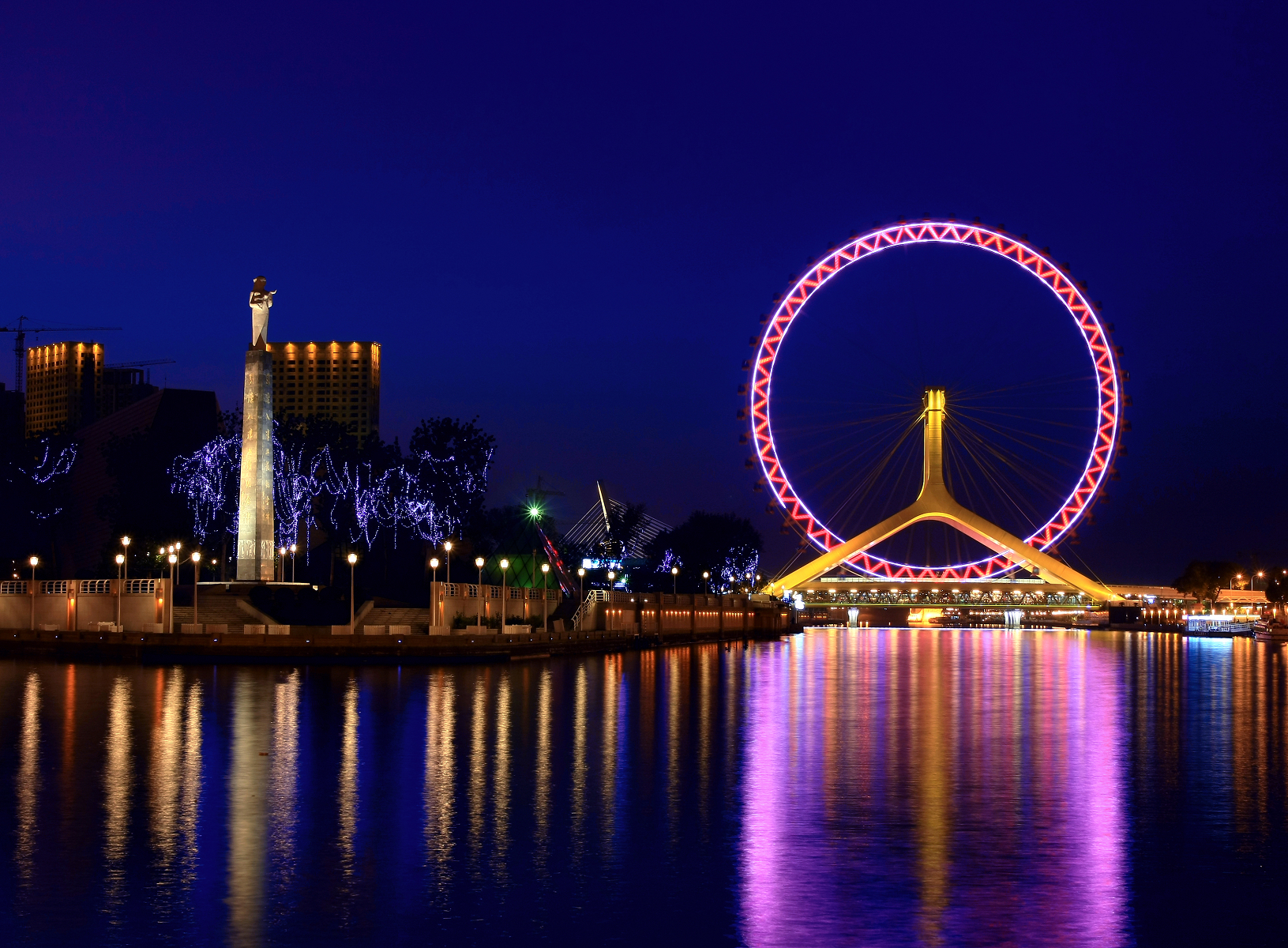
京杭大运河天津段三叉河口

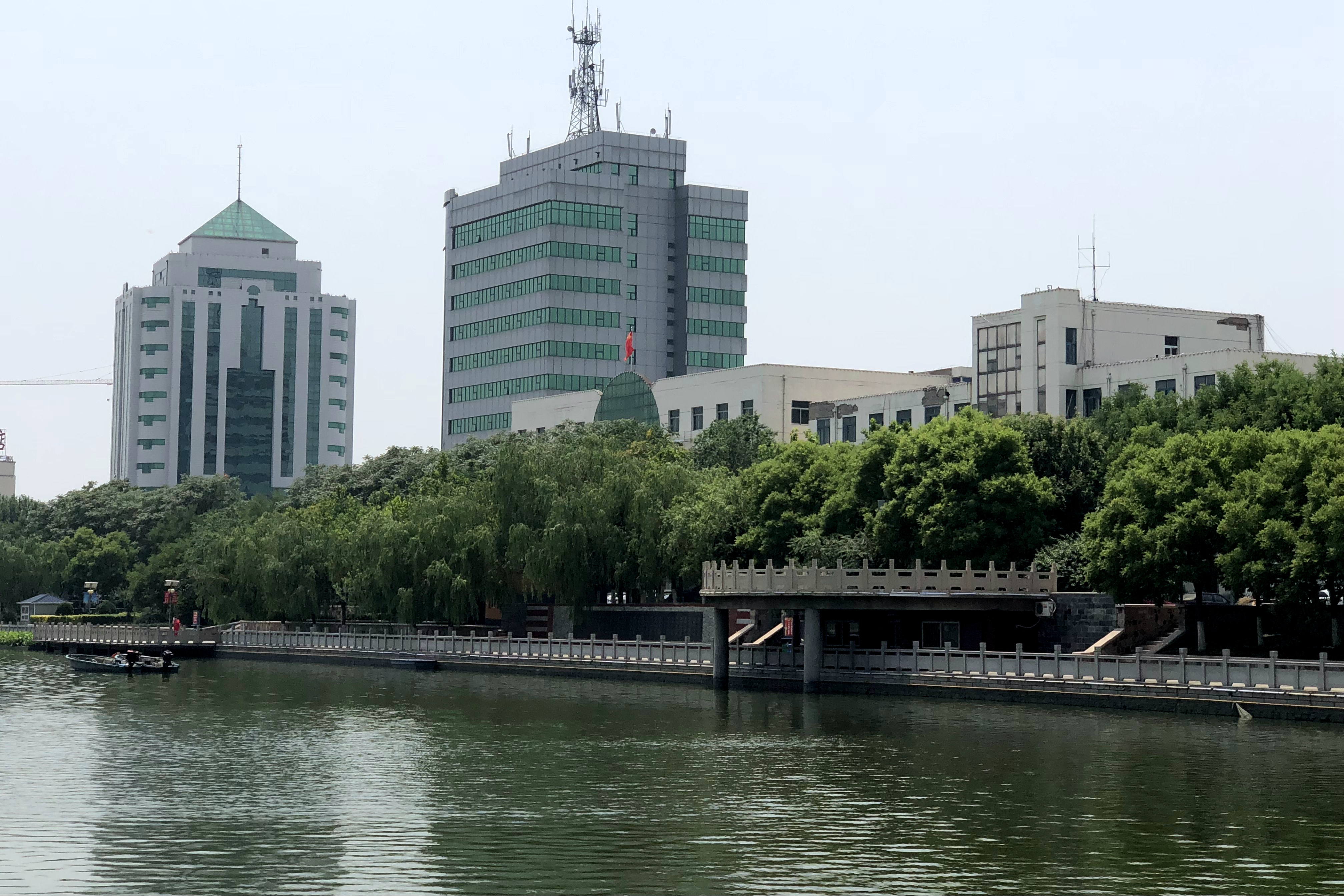
北运河武清段

北运河是流经北京市东郊和天津市的一条河流，为海河的支流。干流通州至天津也即京杭大运河的北段。古称白河、沾水和潞河。是起源于北京且唯一常年有水的河。

## 概况
发源于北京市昌平区及海淀区一带燕山以南，有39条支流分别汇流为北沙河、东沙河和南沙河，在昌平区沙河镇汇合后称温榆河，沿途流经顺义区、朝阳区、通州区，依次汇入蔺沟、清河、坝河、凉水河等支流（其他支流有通惠河、凤港减河、龙凤河），流过通州區北关之后称为北运河。2015年6月13日，通州区五河交汇处被确立为京杭大运河北起点。然后流经河北省香河县、天津市武清区、在天津市大红桥汇入海河。全长142.7公里，流域面积6166平方公里。
漕运咽喉河西务，曾盛极一时。

## 北运河北关分洪枢纽
北运河北关分洪枢纽包括北关拦河闸、北关分洪闸两座闸，并配套有验粮楼、连通渠、湿地等，北运河来水可分入运潮减河泄入潮白河，控制流域面积4000多平方公里。工程等别为Ⅱ等，建筑整体为大（2）型水闸，主要建筑物为二级建筑物，由此确定北关拦河闸、北关分洪闸为二级建筑物。
- 北关拦河闸于2007年3月15日开工建设，2008年12月12日竣工，建筑物工程等级为Ⅱ等2级， 50年一遇洪水设计，100年一遇洪水校核，位于通惠河入北运河口下游处，卧京杭大运河北起点。仿颐和园十七孔桥设计，将闸门隐蔽于桥下。七孔液压弧形水闸，均宽十二米；露顶式弧形闸门液压启闭机。桥西侧另有一座单级单向船闸，由上、下闸首、闸室及系船桩等建筑物。北关拦河闸右岸原为老通州石坝码头旧址处，现重修两层“验粮楼”一座。
- 北关分洪闸毗邻拦河闸东岸约千米处，位于运潮减河的起点，共九孔液压弧形闸门，每孔宽十米。2007年9月1日开工建设，2009年7月20日竣工。闸室共9孔，每孔净宽10米。50年一遇洪水设计，100年一遇洪水校核。

## 环境
1980年代之后，越来越多的生活污水、工业和养殖场废水流入北运河通州段。最差时，水质处于劣V类。水务部门经过编制北运河流域水系综合治理规划、三轮“三年污水治理行动计划”、推进河长制、开展“清河行动”；采取包括细水急流、人工涌浪、闸门轮调等生态调度措施，进行了截污治污、铺设管线，建设污水处理设施，还通过利用五河交汇处的槽蓄能力进行“潮汐式”置换水体，北运河流域水环境在20余年中逐年好转，河水质量不断上升，透明度从2016年的二三十厘米上升为1米左右（最佳时），鱼类、水鸟不断增加。北运河使用的部分水源来自北京排水集团槐房再生水厂处理产生的地表IV类的再生水，经由小龙河、凉水河汇入北运河。
北京市政府将推动将北运河通州段建设为国家5A级旅游景区。

## 旅游通航
北运河通州段40公里河道于2021年6月全线通航。航线为：
- 摆渡船：漕运码头—柳荫码头。运行时间单程约为5分钟。单程15元/人，往返20元/人。
- 短线（A线）：二号码头—漕运码头—二号码头，每天4班（09：30、10：30、14：00、15：30），时长60分钟左右。原价150元，试运营期间75元。
- 长线：二号码头—儒林码头（短时停靠）—和合驿码头（短时停靠）—二号码头，每天1班（09：40），时长330分钟左右。原价360元，试运营期间180元
- 夜航线路（2021年6月28日—7月4日期间）：二号码头—东关大桥—北运河大桥—二号码头，每天2班（19：40、20：10），时长60分钟左右。原价198元，试运营期间100元
- 画舫观光船（3月至10月运营）：柳荫广场码头—芦苇湿地—鸟岛—橡胶坝—荷花池—漕运码头—观景台—柳荫广场码头。每日班次不固定（工作日9:00-17:30，周末及节假日9:00-18:00），10人以上发船；时常50分钟左右。原价100元/人，现优惠价50元/人，1.2米以下儿童免票。
- 船闸体验线路（南线，3月至10月运营）：柳荫广场码头—甘棠船闸—下游调头—甘棠船闸—返回柳荫广场码头，每天3班（9:30、13:30、15:30），时长80分钟左右。原价240元/人，现优惠价120元/人，1.2米以下儿童免票。

柳荫码头和漕运码头提供电动船、脚踏船、电动摆渡船等。